# 毛叔鄭
毛叔鄭（？—？），姬姓，毛氏，名鄭，又称毛公、毛伯、毛伯明，是周文王的儿子，周武王的弟弟。

## 庶嫡
《史记·管蔡世家》中所列举的周文王嫡子并没有毛叔郑，孔颖达认为毛叔郑是周文王的庶子 ，但杜预却认为毛叔郑是周文王的嫡子，竹添光鸿和林泰辅也认为毛叔郑是周文王的嫡子。

## 朝歌告天
牧野之战后，周武王和群臣进入朝歌，毛叔郑捧着用鉴在月光下取的露水，卫康叔铺好蓐席，召公奭拿着拿着币帛等祭物，吕尚牵着祭祀用的牲畜。尹佚宣读策文，周武王两次作揖叩头，出了王宫。

## 成王托孤
周成王临终前，把冢宰兼太保召公奭、司徒芮伯、宗伯彤伯、司马毕公高、司寇卫康叔、司空毛公、师氏、虎臣、百官之长和王室近臣一同召来，并让他们辅佐太子钊。孔颖达认为这个毛公就是毛叔郑，而阎若璩则认为这个毛公可能是毛叔郑的儿子。

## 考古发现
陕西岐山周公庙遗址所发现的甲骨卜辞中，有“叔郑”，被认为可能就是毛叔郑。